# Gaius Maesius Tertius
Gaius Maesius Tertius (vollständige Namensform Gaius Maesius Gai filius Palatina Tertius) war ein im 2. Jahrhundert n. Chr. lebender Angehöriger des römischen Ritterstandes (Eques).
Durch ein Militärdiplom, das auf den 14. Oktober 109 datiert ist, ist belegt, dass Tertius 109 Kommandeur der Ala I Hamiorum sagittariorum war, die zu diesem Zeitpunkt in der Provinz Mauretania Tingitana stationiert war. Vier Jahre später ist er durch eine Inschrift, die durch Angehörige der Vigiles gestiftet wurde, als Subpraefectus der Vigiles in Rom belegt. Tertius war in der Tribus Palatina eingeschrieben.